# 12107 Reneebarcia
12107 Reneebarcia eller 1998 KU46 är en asteroid i huvudbältet som upptäcktes den 22 maj 1998 av LINEAR i Socorro County, New Mexico. Den är uppkallad efter Renee Barcia.
Asteroiden har en diameter på ungefär 3 kilometer.